# Speodesmus echinourus
Speodesmus echinourus är en mångfotingart som beskrevs av Loomis 1939. Speodesmus echinourus ingår i släktet Speodesmus och familjen plattdubbelfotingar. Inga underarter finns listade i Catalogue of Life.